# Alonso de Aragón
Alonso de Aragón o también Alfonso de Aragón (Cervera, 1470-Lécera, 24 de febrero de 1520) fue un prelado aragonés que ostentó los cargos de arzobispo de Zaragoza, arzobispo de Valencia y virrey de Aragón. Hijo natural del rey Fernando el Católico y de Aldonza Ruiz de Ivorra, noble aragonesa, perteneciente a las casas de los señores de Portell y de Les Fenolleres, en la villa de Cervera.
Alonso de Aragón destacó más en el plano político que en el eclesiástico, puesto que su carrera religiosa no era más que la continuidad de que la Iglesia aragonesa estuviera regida por algún miembro de la casa real. Así a la muerte del arzobispo de Zaragoza, Juan de Aragón, hijo ilegítimo del rey Juan II, este propuso que su nieto de cinco años le sucediera, pero debido a su corta edad y por la oposición de la Santa Sede a la política de control de la Iglesia aragonesa de ese rey, el papa Sixto IV, designó al valenciano Ausias Despuig. Sin embargo, las presiones continuaron y, tras la renuncia de Despuig, el papa confirmó a Alonso como arzobispo tres años después, en 1478.
En 1507 fue designado lugarteniente general del rey en el reino de Nápoles, en sustitución de Gonzalo Fernández de Córdoba.
En 1512 mandó las tropas que cercaron y rindieron a la ciudad de Tudela en la Conquista de Navarra por la Corona de Aragón, cuando aún no habían autorizado a la misma ni las Cortes de Aragón ni la ciudad de Zaragoza.
Al morir su padre en 1516, en el testamento, quedó como Lugarteniente General de Aragón, con los demás territorios de la Corona Aragonesa, hasta la llegada de su sobrino Carlos como gobernador general de la reina Juana; pero esta voluntad no fue aceptada por las instituciones aragonesas, y el vacío de poder se subsanó en noviembre de 1518 con la jura de los fueros de Carlos I, como rey en su nombre y en el de su madre Juana. Hecho lo cual, confirmó a Alonso como lugarteniente general hasta su muerte.
Alonso como arzobispo de Zaragoza realizó importantes obras en la Catedral de Zaragoza (La Seo del Salvador), donde reposan sus restos.

## Descendencia
Con Ana de Gurrea (1470-1527) parece haber tenido no menos de siete hijos:
- Juan (1498-25 de noviembre de 1530). Fue nombrado arzobispo de Zaragoza el 28 de marzo de 1520 con veintidós años de edad.

- Hernando (25 de julio de 1498-29 de enero de 1575). Nombrado arzobispo de Zaragoza el 21 de mayo de 1539 y virrey de Aragón (1566-1575).
- Antonio, (1552), señor de Quinto.

- Juana (m. 1520), casada en Valladolid el 31 de enero de 1509 con Juan de Borja y Enríquez de Luna, III duque de Gandía, y fue madre el 28 de octubre de 1510 del famoso jesuita San Francisco de Borja, IV duque de Gandía.

- Martín, señor de Argavieso (Huesca). Casado con Juana de la Cavallería, de la notable familia De la Cavallería, de financieros conversos del judaísmo, fuertemente imbricada con la administración de los reyes aragoneses.

- Alfonso (m. 1552) Abad de Castillo de Montearagón.

- Ana, esposa de Alonso Pérez de Guzmán y Pérez de Guzmán, «El Mentecato» y «El Impotente» (m. 1549), V duque de Medina Sidonia; y también casada con su hermano, Juan Alonso Pérez de Guzmán y Pérez de Guzmán (1503-1558), VI duque de Medina Sidonia, con fuertes intereses financieros y pesqueros (atunes desecados o «mojama») en la zona de Tarifa en el Estrecho de Gibraltar y en territorios e islas ultramarinos africanos.

| Predecesor: Fernando II de Aragón                 | Virrey de Aragón 1517-1520      | Sucesor: Juan V de Lanuza  |
| Predecesor: Ausias Despuig                        | Arzobispo de Zaragoza 1478-1520 | Sucesor: Juan de Aragón    |
| Predecesor: Pedro Luis de Borja Llançol de Romaní | Arzobispo de Valencia 1512-1520 | Sucesor: Érard de La Marck |